# OverDrive
Overdrive, Inc. – to globalny dystrybutor e-booków, audiobooków, czasopism i filmów w formie cyfrowej. Firma współpracuje z wydawcami, bibliotekami publicznymi i szkolnymi, szkołami i uniwersytetami.

## Historia
Overdrive zostało założone w 1986 roku Cleveland, Ohio i początkowo zajmowało się konwertowaniem mediów analogowych na nośniki cyfrowe, takich jak dyskietki czy płyty CD-ROM. Na początku lat 2000., firma stworzyła Content Reserve, repozytorium możliwych do pobrania e-booków i audiobooków, z którego potem rozwinął się obecny profil jej działalności.
W 2015 roku OverDrive zostało zakupione przez japońską firmę Rakuten, a w 2019 roku odkupione od Rakuten przez fundusz inwestycyjny KKR.

## Działalność
OverDrive oferuje oprogramowanie dla wydawców, bibliotek publicznych, szkół i uczelni, a także podmiotów komercyjnych, które umożliwia wypożyczanie książek elektronicznych. Dla czytelników firma oferuje dostęp do publikacji poprzez aplikację Libby.
Zanim OverDrive zaczął współpracować z bibliotekami, zajmował się dystrybucją e-booków dla podmiotów komercyjnych. W 2002 roku został dystrybutorem książek elektronicznych wydawnictwa HarperCollins. Współpracował również z firmami technologicznymi Adobe Systems, Microsoft, Mobipocket oraz Nokia. W sierpniu 2011 roku, Overdrive wprowadziło możliwość wypożyczania bibliotecznego na Kindle.
Według danych firmy, oferuje ona swoje usługi 92 000 bibliotekom i szkołom w 115 krajów na całym świecie.